# Olli Arppe
Olli Elis Arppe (Helsinki, 14 marzo 1930 – Helsinki, 4 maggio 2016) è stato un cestista finlandese.

## Carriera
Con la Finlandia ha disputato i Campionati europei del 1951, segnando 17 punti in 5 partite.